# Division de combat d'al-Abbas
La Division de combat d'al-Abbas est une milice islamiste chiite irakienne fondée en 2014.

## Fondation
La division tire son nom d'Abbas ibn Ali, fils d'Ali ibn Abi Talib. Elle est formée en juin 2014 à Kerbala, après l'appel au djihad de l'ayatollah Ali al-Sistani contre l'État islamique,. Elle intègre alors les Hachd al-Chaabi. Contrairement à d'autres milices chiites, la Division de combat d'al-Abbas reçoit ses armes et ses ordres du ministère de la Défense irakien,.

## Idéologie
La division est proche de l'ayatollah Ali al-Sistani et est indépendante de l'Iran.

## Effectifs et commandement
En 2016, le groupe compte 7 000 hommes, commandés par Maytham Zaidi,.

## Actions
Dès fin 2014, le groupe combat dans les environs de Baïji, Tikrit et Kirkouk. En 2015, il prend part à la bataille de Tikrit, à la bataille de Baïji et au siège de Bashir, un village chiite situé au sud de Kirkouk. En 2016 et 2017, il participe à la bataille de Mossoul et à la bataille de Tall Afar.